# Geolycosa rufibarbis
Geolycosa rufibarbis är en spindelart som först beskrevs av Cândido Firmino de Mello-Leitão 1947.  
Geolycosa rufibarbis ingår i släktet Geolycosa och familjen vargspindlar. Inga underarter finns listade i Catalogue of Life.